# Bonner Platz (métro de Munich)
Pour les articles homonymes, voir Bonner.
Bonner Platz (en allemand : U-Bahnhof Bonner Platz) est une station de la ligne U3 du métro de Munich. Elle est située sous la Bonner Platz, dans le quartier de Schwabing, secteur de Schwabing-West, à Munich en Allemagne.

## Situation sur le réseau

Plan du métro (2020).

## Histoire
La station ouvre le 8 mai 1972. Les murs de la voie arrière sont en béton avec des reliefs coulés. Le sol est recouvert de motifs de galets d'Isar. Les piliers du milieu sont revêtus de dalles de granit renouvelées entre 2004 et 2006. La gare n'est plus éclairée par des rampes lumineuses, mais par des luminaires individuels installés dans des niches au plafond. À l'origine, il y avait aussi des bandes lumineuses sur les murs derrière un panneau de plafond. Les murs des escaliers étaient recouverts de carreaux de céramique beige clair jusqu'en 2004, mais ceux-ci furent enlevés après la chute de certains.
Le 22 janvier 1995, un criminel recherché abat le policier de 21 ans Markus Jobst à la station de métro Bonner Platz et blesse grièvement son collègue de 24 ans. Il est arrêté cinq jours plus tard à Nuremberg.
Depuis 2020, la station de métro Bonner Platz est classée monument historique avec quatre autres stations de l'Olympia-U-Bahn.

## Services aux voyageurs

### Accès et accueil
Les escaliers mènent directement aux zones résidentielles autour de la Bonner Platz.
Jusqu'à ce que l'ascenseur de passagers soit modernisé, l'entrepôt au niveau de la mezzanine était alimenté à partir d'un wagon de marchandises via un câble de traction et une trappe au-dessus de la voie.

### Intermodalité
La station n'a pas de correspondance.